# Juan Abreu
Juan Abreu Felippe (La Habana, 1952) es un escritor, artista plástico y columnista desde 1990 de diversos diarios cubanos. Trabaja en Estados Unidos y Barcelona.

## Biografía
Salió de Cuba a bordo de un bote en 1980, huyendo de la revolución. Vivió un tiempo en Miami y después fijó su residencia en Barcelona.
Entre sus obras destacan su testimonio sobre la figura de Reinaldo Arenas, A la sombra del mar, (1998). 
Ha publicado también las siguientes obras:
- A la sombra de las exhortaciones (1985)
- Garbageland (2001)
- Gimnasio: emanaciones de una rutina (2002)
- Orlan Veinticinco (2003)
- Accidente (2004)
- Cinco Cervezas (2005)
- Diosa (2006).[2]
- Debajo de la mesa (2017)

Es también autor de los libros de literatura infantil: El gigante Tragaceibas y El niño que quiso ser excremento (2008).
En unión de sus hermanos, los también escritores José Abreu Felippe y Nicolás Abreu, escribieron un homenaje a su madre, fallecida en accidente de tráfico, titulado Habanera fue (1999)
Como compilador ha publicado Cuentos desde Miami (2004), donde recoge narraciones de autores cubanos en el exilio  como Carlos Victoria, Lorenzo García Vega, Guillermo Rosales y Fernando Villaverde, entre otros.
Su novela Rebelión en Catanya critica las ideas nacionalistas.